# 알 사피엔자

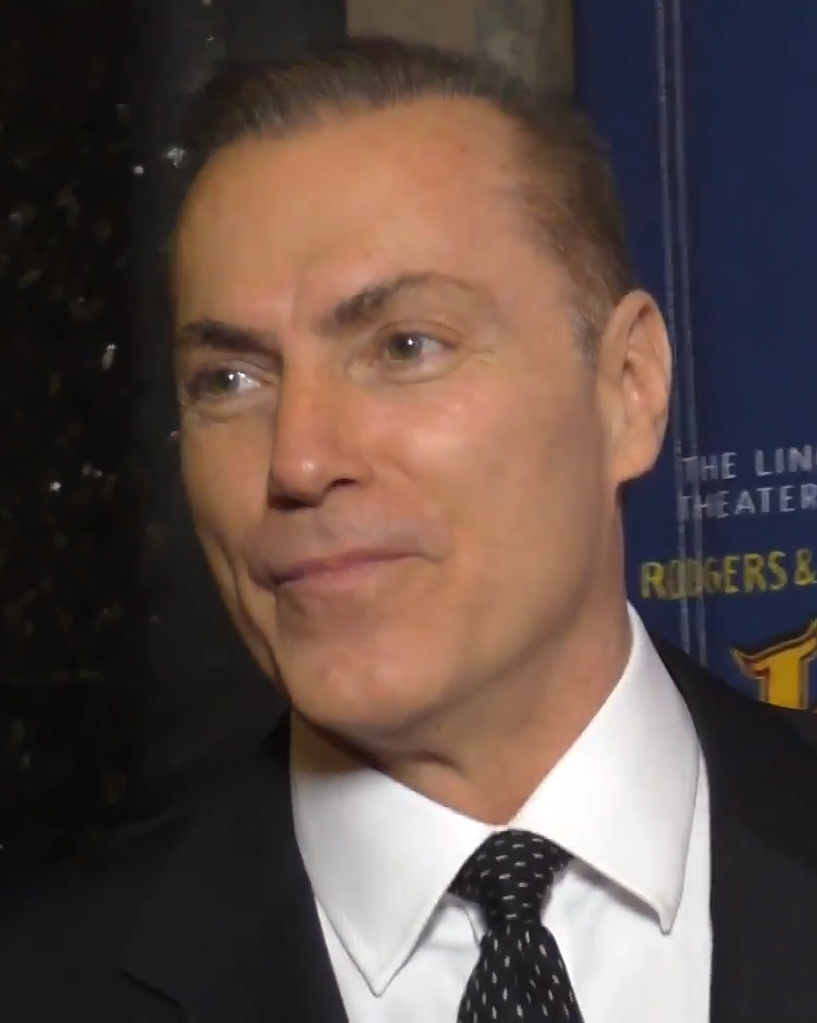

앨 새피엔자(Al Sapienza, 영어 발음: /æl/, 1962년 7월 31일 ~ )는 미국의 영화 제작자, 배우이다.
뉴욕에서 태어났다.

## 출연 작품
- 폰조 (2020년) - 랠피 역
- 플레인 하이스트 (2020년) - 회계사 역
- 블랙 워터 (2018년)
- 더 세컨드 커밍 오브 크라이스트 (2018년)
- 프롬 제로 투 아이 러브 유 (2018년)
- Miracle Underground (2016)
- 충격과 공포 (2017년) - 아서 역
- 알 카포네: 스카페이스의 전설 (2017년) - 조니 토리오 역
- 해필리 에버 에프터 (2016년)
- 옴파로스 (2016년)
- 베이크드 인 브루클린 (2016년)
- 스티비 D (2015년)
- 더 네트워커 (2015년)
- 익스포즈 (2015년)
- #Lucky Number (2015년)
- 빅쇼트 (2015년)
- 테이큰 3 (2015년) - 존슨 형사 역
- 플래시 (2014년)
- 레프락 시티 (2014년) - 빅 역
- 밀리언 달러 암 (2014년) - 피트 역
- 레이트 페이시스 : 늑대의 저주 (2014년)
- 고질라 (2014년) - 허들스턴 역
- 씨식 세일러 (2013년)
- 더 라스트 아메리칸 귀도 (2013년)
- 블루 카프라이스 (2013년)
- 플리즈 킬 미스터 노우 잇 올 (2013년)
- Home Invasion (2012)
- 워킹 더 홀스 (2012년) - 크리스토퍼 역
- 다크 트루스 (2012년) - 더그 콜더 역
- 카누잭키드 (2012년)
- 어웨이크닝 (2011년)
- 마진 콜: 24시간, 조작된 진실 (2011년) - 루이 카멜로 역
- 스탠딩 오베이션 (2010년)
- 돌란스 캐딜락 (2009년)
- 아메리칸 몰 (2008년) - 맥스 역
- 쏘우 5 (2008년)
- 슈터 : 라스트 미션 (2007년) - 리처드 필립스 역
- 포겟 어바웃 잇 (2006년)
- 백 인 더 데이 (2005년)
- 스타크웨더 (2004년)
- 셀룰러 (2004년)
- 메가로돈(영어판) (2004년)
- 밤 더 시스템 (2002년) - 바비 콕스 역
- 어저스트먼트 (2001년)
- 먼스 오브 선데이스 (2001년)
- 할리우드 게임 (2001년)
- 카포네 보이즈 (2001년)
- 빅 헌터 (2000년)
- 피닉스 (1998년)
- 고질라 (1998년)
- 그들만의 규칙 (1996년)
- 가슴에 총 맞은 여자 (1995년)
- 섹슈얼 와이프 (1995년)
- 서브젝트 솔저 (1995년)
- 프리 윌리 2 (1995년)
- 언더 씨즈 2 (1995년)
- 블라인드폴드 (1994년)
- 동물적 본능 2 (1994년)
- 퍼펙트 기프트 (1994년)
- CIA 암호명 알렉사 2 (1993년)
- 스윗 이블 (1993년)
- 프랭키와 쟈니 (1991년)
- 귀여운 여인 (1990년)
- 정오의 협박자 (1989년)
- 톰 클랜시의 잭 라이언
- 어센션

### 텔레비전
- 소프라노스 (1999-2004)
- 로앤오더 (1999-2005)
- 프리즌 브레이크 (2005)
- 뉴욕 특수수사대 (2005-06)
- 성범죄수사대: SVU (2011)
- 퍼슨 오브 인터레스트 (2011-15)